# Jin Lipeng
Dans ce nom, le nom de famille, Jin, précède le nom personnel.
Jin Lipeng, né le 22 juillet 1978 à Liaoning en Chine, est un joueur de basket-ball chinois, évoluant au poste d'arrière.